# 자경전
경복궁 자경전(景福宮慈慶殿)은 조선 후기 흥선 대원군이 경복궁 재건사업을 하던 고종 4년(1867년) 대왕대비 조씨를 위하여 경복궁에 지은 전각으로, 고종 10년 12월 화재로 불탄 것을 고종 25년(1888년)에 다시 지었다. 1985년 1월 8일 대한민국 보물 제809호로 지정되었다.

## 개요
경복궁 자경전은 왕비의 정침인 경복궁 교태전의 동쪽에 자리잡고 있다. 왕이 승하하면 교태전에 있던 왕비는 대비(大妃)로 승격되어 정침인 교태전을 새로 중전이 된 왕비에게 물려주게 되는데, 이때 대비가 주로 사용하던 곳이 자경전이다. 현재의 자경전은 경복궁을 재건하면서 고종 2년(1865년)에 자미당(紫微堂) 터에 조대비(趙大妃, 神貞翼皇后)를 위해 지은 것이다. 준공 후 고종 10년(1873년) 12월 화재로 인해 고종 13년 다시 세웠으며, 다시 불에 탄 것을 고종 25년(1888년)에 재건하였다. 현존하는 침전 가운데 옛 모습을 간직한 유일한 건물이다.

## 구조와 쓰임새
자경전 서북쪽에 설비된 침방(寢房)인 욱실을 둔 복안당(福安堂)은 겨울을 위한 공간인데 정면 5칸 반, 측면 2칸이다. 중앙부에 있는 정면 10칸, 측면 2칸, 전·후 툇간의 자경전은 낮시간에 거처하던 공간이고, 동남부의 다락집 청연루(淸讌樓)는 누마루가 돌출되어 여름을 시원하게 지낼 수 있는 곳으로 정면 2칸, 측면 1칸이며, 동쪽의 정면 6칸, 측면 2칸의 협경당(協慶堂)은 시녀들이 기거하던 곳이다.
전면 마당 동·남·서쪽에는 각각 동행각·남행각·서행각이 일곽을 이루며 마당을 둘러싸고 있다. 자경전 뜰 앞 좌측에는 돌짐승 조각상이 있고, 우측에는 배롱나무 한 그루가 있다. 이 건물의 중심되는 곳의 평면은 교태전과 같이 중앙에 커다란 대청을 두고 그 왼쪽과 오른쪽으로 커다란 온돌방을 둔 침전의 기본 형식을 갖추었다. 협경당 전면은 담으로 구획하여 자경전과 구분되지만, 후면은 건물이 한 몸으로 이어져 있다. 그러나 기단 높이와 지붕 용마루 높이를 자경전보다 낮게 하고 공포도 몰익공으로 간략하게 하여 자경전에 비해 격식을 낮추었다.
자경전 건물은 장대석으로 바른층쌓기를 한 높은 기단 위에 네모뿔대의 다듬은 초석을 놓고 사각기둥을 세워 기둥 윗몸은 창방으로 결구하였다. 기둥 위에는 주두를 직접 놓아 끝이 날카로운 수서를 낸 출목이 없는 이익공으로 결구되었고, 겹처마를 걸어 지붕을 받도록 하였다. 쇠서와 보머리에는 초각을 하였고, 안쪽으로는 조각된 보아지를 내었다. 주두 위에는 도리 방향으로 첨차를 놓아, 소로를 얹어 굴도리의 장혀를 받치고 있다. 도리 밑에 보 방향으로 화반을 놓아 도리를 받게 하였다. 가구(架構)는 앞면과 뒷면의 퇴주(退柱)와 안쪽의 고주 사이에는 툇보를 걸었으며, 내부의 두 고주 사이에는 대들보를 걸고 그 대들보 윗면에 우물천장을 가설하여 천장 속을 가리고 있다. 지붕은 팔작지붕으로 합각면은 전돌로 마감하였다.
전면 중앙 3칸은 전퇴(前退)를 개방하여 마루를 깔았고 기타 부분과 청연루·협경당의 외부 기둥사이에는 모두 띠살창호를 설치하였다. 청연루 누마루는 높직한 돌기둥이 받치고 있다. 전면 기둥에는 주련(柱聯)을 달아 운치를 돋구었고, 후면에는 단(段)을 둔 쪽마루를 두었다. 지붕마루는 모두 양성을 하였으며, 취두·용두·잡상을 얹었다.
자경전 전면(前面)을 둘러싼 동·서·남 행각은 무익공(無翼工) 3량 구조로 내정에서 출입할 수 있도록 띠살문을 설치하였고, 외측벽은 두벌대의 장대석 위에 사괴석으로 아랫부분을 쌓고 그 상부에는 광창을 달았다. 남행각 중앙에는 정문인 만세문(萬歲門)이 나 있다. 자경전 후원(後園) 북쪽 담과 이어진 굴뚝에는 왕족의 장수와 건강을 기원하는 십장생(十長生) 무늬가 베풀어졌고, 서쪽 벽돌담에는 일정한 간격을 두고 길상문자가 액자처럼 조성되어 있다.

## 사진

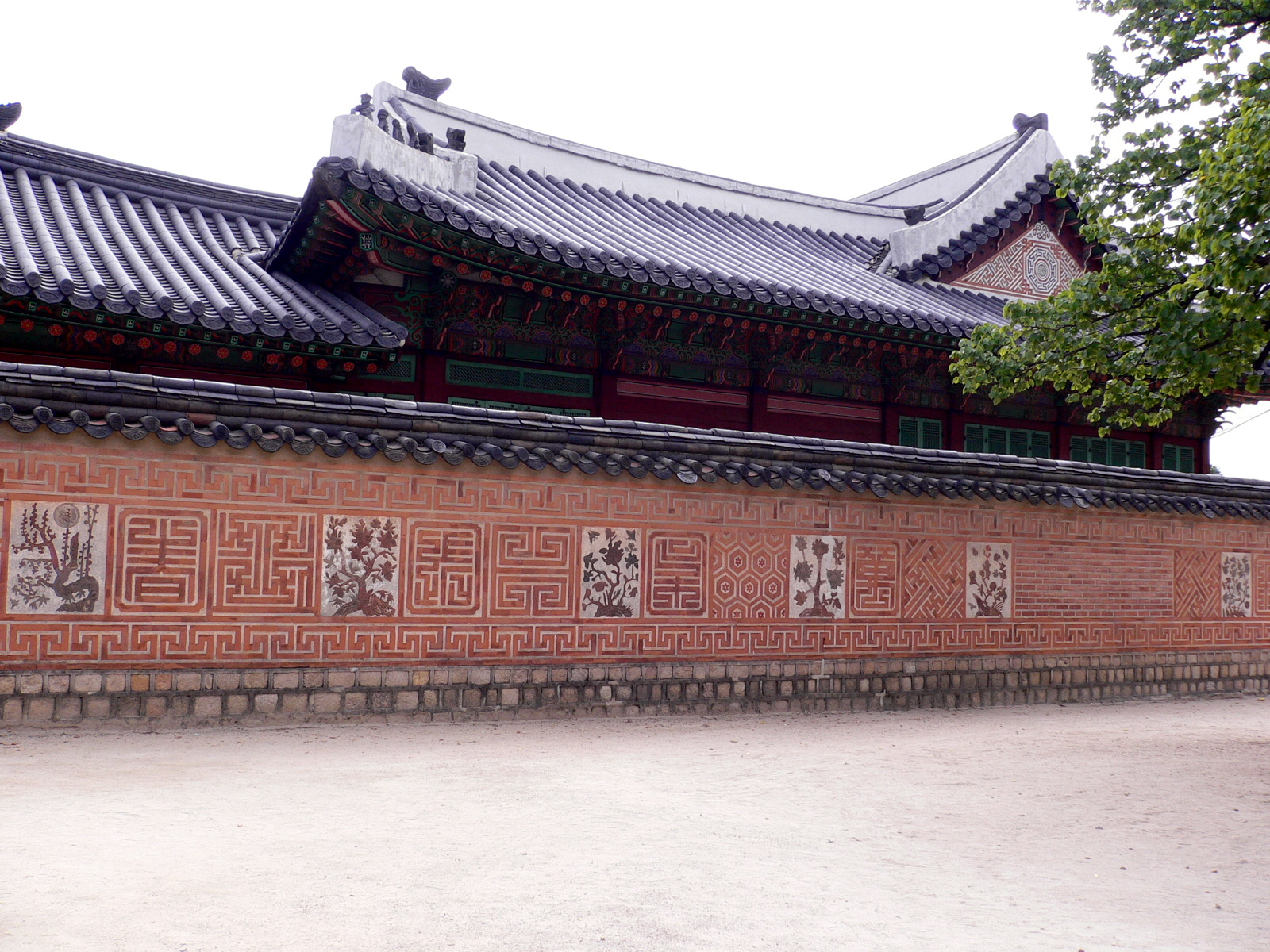
담장
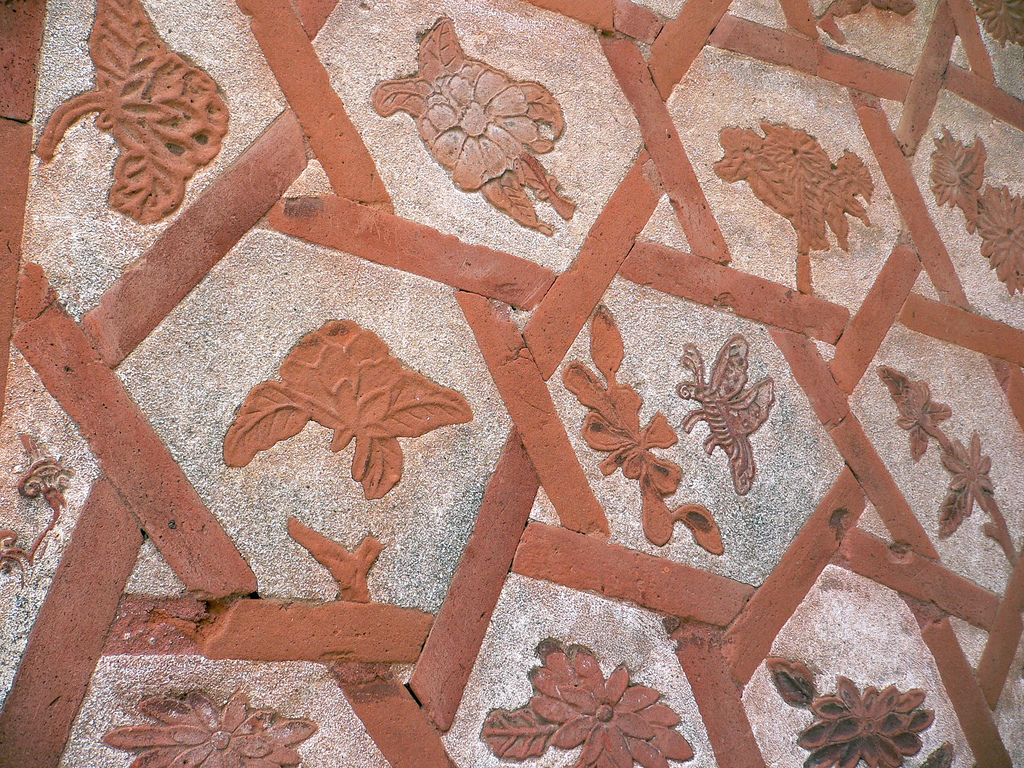
담장 세부 무늬

## 같이 보기
- 경복궁 자경전 십장생 굴뚝
- 경복궁

## 참고자료
- 자경전 - 국가유산청 국가유산포털

 본 문서에는 서울특별시에서 지식공유 프로젝트를 통해 퍼블릭 도메인으로 공개한 저작물을 기초로 작성된 내용이 포함되어 있습니다.